# Tate Carew
Tate Carew (ur. 8 marca 2005 w San Diego) – amerykański skater, olimpijczyk z Paryża 2024.

## Udział w zawodach międzynarodowych
| Impreza              | Rok  | Miejsce   | Wyniki |
| Impreza              | Rok  | Miejsce   | park   |
| -------------------- | ---- | --------- | ------ |
| Igrzyska olimpijskie | 2024 | Paryż     | 5      |
| Mistrzostwa świata   | 2018 | Nankin    | 11     |
| Mistrzostwa świata   | 2019 | São Paulo | 7      |
| Mistrzostwa świata   | 2022 | Szardża   | 6      |
| Mistrzostwa świata   | 2023 | Rzym      | brąz   |